# يعسوبيات هراوية
يعسوبيات هِراوية (الاسم العلمي: Corduliidae) وتعرف باسم الزُمرديات أو اليعاسيب الزُمردية أو مقشديات ذات عيون خضر أو الكاسحات "الحشرات" ذات العيون الخضراء اللامعة،
هي فصيلة من اليعسوب. عادًة ما تكون هذه اليعاسيب ذات لون أسود أو بني داكن مع أنحاء خضراء أو صفراء معدنية، ومعظمها عوينها خضراء زُمرديّة كبيرة. يرقاتها سوداء اللون وذات مظهر مشعر وعادًة ما تكون شبه مائية. تشمل هذه الفصيلة أنواعًا تسمى «ذيول السلة» و«الزمردات» و«تنانين الشمس» و«تنانين الظل» و«صائدي الأشرار». إنها شائعة وتوجد في جميع أنحاء العالم تقريبًا، ولكن بعض الأنواع الفردية نادرة جدًا. على سبيل المثال، اليعسوب الزمردي هاين (Somatochlora hineana)، من الأنواع المهددة بالانقراض في الولايات المتحدة.

## أجناس مختارة
هذه بعض الأجناس التي تشملها الفصيلة
- Aeschnosoma Selys, 1870
- Antipodochlora Fraser, 1939 – Dusk dragonfly
- هراوية Leach, 1815 – American emeralds
- Corduliochlora Marinov & Seidenbusch, 2007
- Cordulisantosia Fleck & Costa, 2007
- Dorocordulia Needham, 1901 – little emeralds
- Epitheca Burmeister, 1839 – baskettails
- Guadalca Kimmins, 1957
- Helocordulia Needham, 1901 – sundragons
- Hemicordulia Selys, 1870 - emeralds[5]
- Heteronaias Needham & Gyger, 1937
- Libellulosoma Martin, 1907
- Metaphya Laidlaw, 1912 – emeralds[6]
- Navicordulia Machado & Costa, 1995
- Neurocordulia Selys, 1871 – shadowdragons
- Paracordulia Martin, 1906
- Pentathemis Karsch, 1890 – metallic tigerhawk[7]
- Procordulia Martin, 1907 – emeralds[8]
- Schizocordulia Machado, 2005
- أخضر الجسم Selys, 1871 – striped emeralds
- Williamsonia Davis, 1913 – boghaunters